# 杨广 (汉朝)
楊廣（？—32年），字春卿，中国新朝到东汉時代初期武将，涼州隴西郡上邽县（今甘肃省天水市）人。新末东汉初群雄之一、隴右隗囂的属下。

## 生平
| 姓名           | 楊廣              |
| 時代           | 新朝代 - 东汉時代 |
| 生卒年         | 生年不詳 - 32年   |
| 字・別号       | 春卿（字）        |
| 本貫・出身地等 | 涼州隴西郡上邽县  |
| 職官           | 右将軍〔隗囂〕    |
| 爵位・号等     | -                 |
| 陣营・所属等   | 隗囂→公孫述       |
| 家族・一族     | 〔不詳〕          |

更始帝劉玄即位，听说王莽失败，天水郡成紀豪族隗崔（隗囂叔父）、隗義（隗囂兄）起兵，楊廣和天水郡冀县周宗一起呼应，杀死鎮戎大尹（新制天水郡太守）李育。推戴为隗囂頭領，号上将軍，楊廣作为属下。復漢元年（23年）七月，隗囂向郡国发放漢朝復興的檄文，楊廣名列右将軍。
後，隗囂应更始帝升为招請入長安，最后还是归還陇西。建武二年（26年），控制長安的赤眉軍進軍天水郡隴县，楊廣在隗囂的命令下迎击，在烏氏（安定郡烏枝）、涇陽（左馮翊池陽县）之間，大破赤眉軍。
楊廣作为心腹，辅佐隗囂。建武七年（31年），隗囂联合公孫述，被封为朔寧王，叛漢。楊廣跟随他。杨广的旧交馬援写信劝杨广归順汉朝，楊廣不答复。
建武八年（32年），隗囂軍被漢軍围困。隗嚣带着妻子儿女逃往隴西郡西城，投奔杨广。漢将吴汉、岑彭軍包围西城。包围一月有余，楊廣去世，死因不明。